# Annunciata Cocchetti
Annunciata Asteria Cocchetti (9 de mayo de 1800 - 23 de marzo de 1882) fue una religiosa católica italiana, fundadora de las Hermanas de Santa Dorotea de Cemmo, instituto dedicado a la educación de los pobres en la provincia de Brescia, Italia.
Cocchetti hizo sus primeros votos como religiosa en 1843 y fue muy cercana al beato presbítero Luca Passi, quien fundó una congregación muy similar a la de ella.
Fue beatificada en la Basílica de San Pedro por el papa Juan Pablo II, el 21 de abril de 1991. Es patrona de su congregación y de los educadores en general.
Las Hermanas de Santa Dorotea de Cemmo están actualmente presentes en varios lugares de Italia, en Argentina, Brasil, Uruguay, Burundi, Perú, Camerún y República Democrática del Congo.

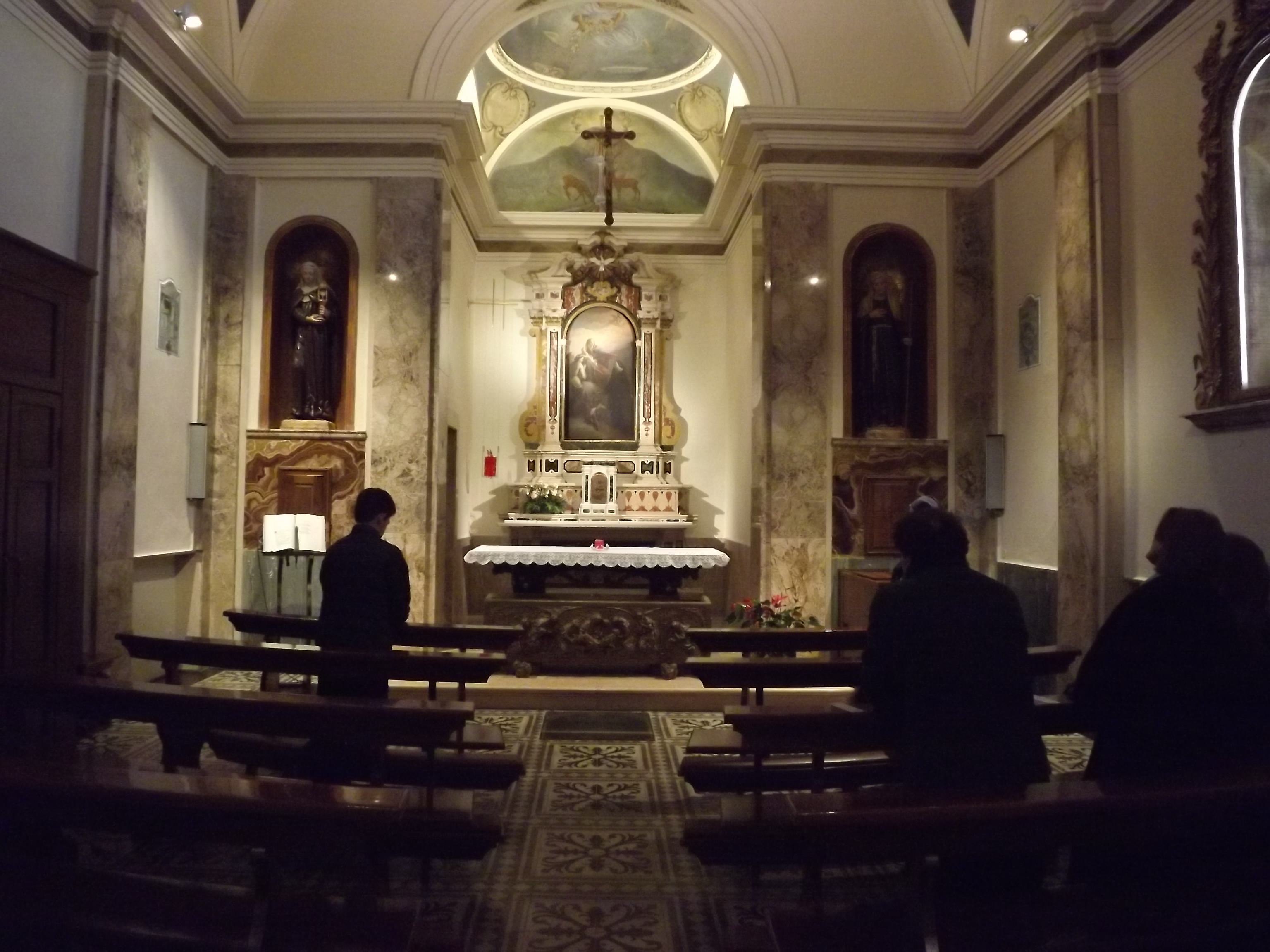
Capilla de Santa Dorotea, Casa Madre de las Hermanas de S. Dorotea de Cemmo, Cemmo, Provincia de Brescia, Italia.

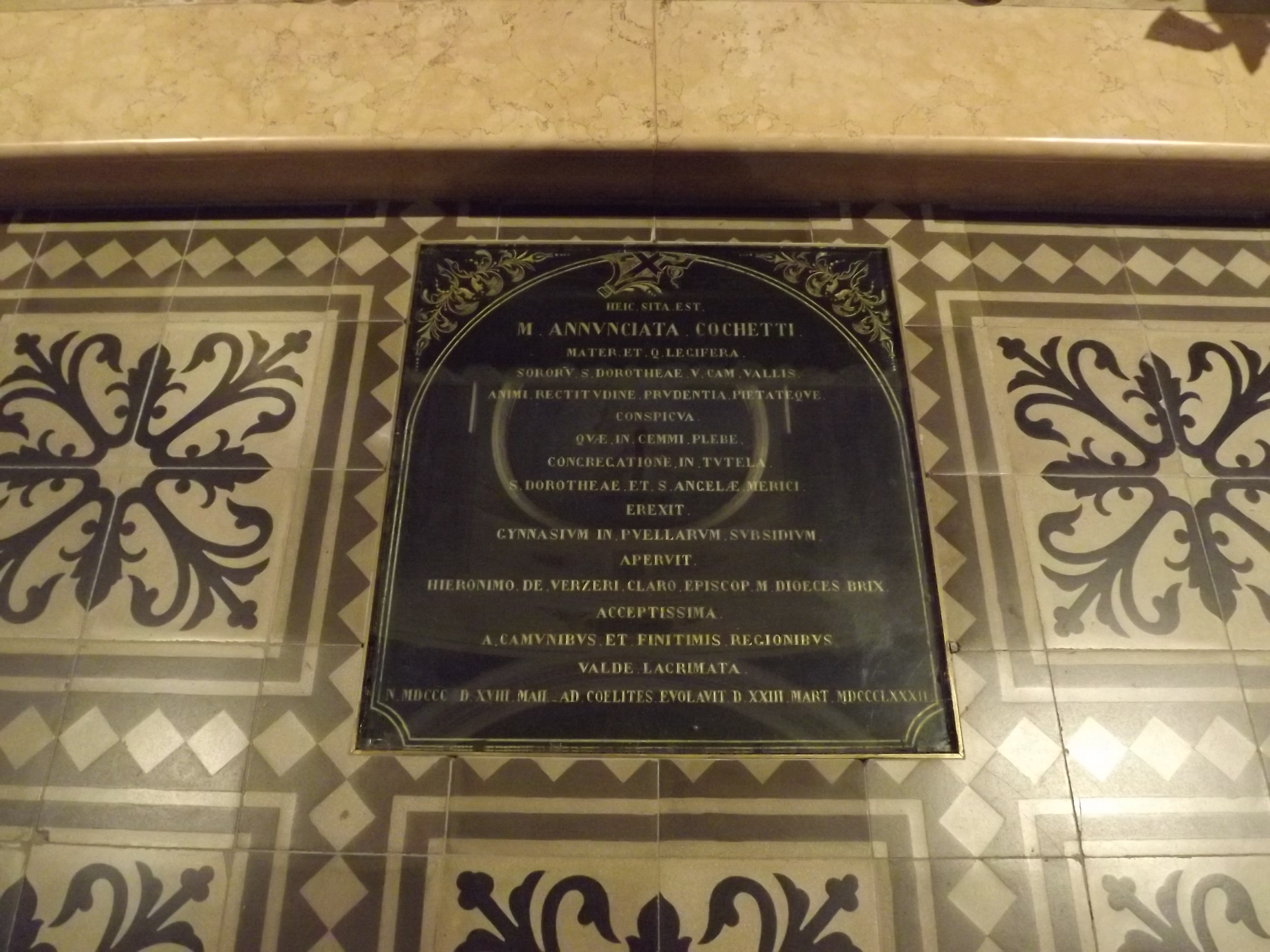
Tumba de la Beata Annunciata Cocchetti en la Capilla de Santa Dorotea, Casa Madre.